# Epidochiopsis atrovirens
Epidochiopsis atrovirens är en svampart som först beskrevs av Petter Adolf Karsten, och fick sitt nu gällande namn av Petter Adolf Karsten 1892. Epidochiopsis atrovirens ingår i släktet Epidochiopsis, divisionen sporsäcksvampar och riket svampar.   Inga underarter finns listade i Catalogue of Life.